# Los Angeles Sol
Los Angeles Sol fue un club estadounidense de fútbol femenino fundado en 2007 y disuelto en 2010. Vestía de azul marino, y jugaba en el Home Depot Center de Los Ángeles.
Con una plantilla liderada por Marta Vieira, en su única participación en la WPS fue el subcampeón de la liga.

## Títulos
- Liga: Subcampeón en 2009

## Plantilla 2009
- Porteras: Brittany Cameron, Val Henderson,  Karina LeBlanc
- Defensas: Greer Barnes, Stephanie Cox, Allison Falk,  Martina Franko,  Johanna Frisk
- Centrocampistas:  Camille Abily, Liz Bogus, Shannon Boxx, Katie Larkin, Manya Makoski,  Aya Miyama, Lisa Sari, Ali Wagner, McCall Zerboni
- Delanteras:  Brittany Bock,  Han Duan,  Marta Vieira